# Zavalje
Zavalje (en cyrillique : Заваље) est un village de Bosnie-Herzégovine. Il est situé sur le territoire de la Ville de Bihać, dans le canton d'Una-Sana et dans la fédération de Bosnie-et-Herzégovine. Selon les premiers résultats du recensement bosnien de 2013, il compte 75 habitants.

## Démographie

### Évolution historique de la population
| 1948 | 1953 | 1961 | 1971 | 1981 | 1991 | 2013 |
| ---- | ---- | ---- | ---- | ---- | ---- | ---- |
| -    | -    | 474  | 372  | 284  | 198  | 75   |

|  |

### Communauté locale
En 1991, la communauté locale de Zavalje comptait 302 habitants, répartis de la manière suivante :